# Internet Encyclopedia of Philosophy
L'Internet Encyclopedia of Philosophy (IEP) è un'enciclopedia accademica online di filosofia, che integra articoli Open Access con altri sottoposti a revisione paritaria. Il relativo codice ISSN è 2161-0002.
La consultazione è libera e gratuita, mentre la pubblicazione è riservata a un gruppo internazionale di specialisti e agli utenti da essi invitati.

## Storia
L'IEP è stata fondata dal filosofo James Fieser nel 1995, il quale istituì un'organizzazione senza scopo di lucro con l'obiettivo di fornire informazioni accessibili e di livello accademico sulla filosofia. I direttori James Fieser e Bradley Dowden, sono affiancati dalla collaborazione di volontari e di vari redattori suddivisi per area tematica.
Nell'estate del 2009 l'intero sito Web è stato riprogettato passando da pagine HTML statiche alla piattaforma WordPress.
Al 2017 aveva raggiunto una media di accessi compresi fra i 2 e i 3 milioni di visite al mese.

## Descrizione
Sebbene l'enciclopedia sia rivolta a un pubblico specialistico di studenti e docenti di filosofia, gli articoli sono scritti in uno stile accessibile secondo uno schema che associa al corpo dell'articolo una panoramica introduttiva iniziale e una bibliografia annotata alla fine.
Gli articoli sono ricercabili tramite un indice alfabetico o tramite un motore di ricerca interno basato su Google.
L'Internet Encyclopedia of Philosophy è stata inclusa dall'American Library Association nella classifica Best Free Reference Sites dei migliori siti web gratuiti; censito come risorsa online per lo studio delle filosofia dalla Federation of Australasian Philosophy in Schools Associations; giudicata dal sito EpistemeLinks come una delle "risorse eccezionali" per la filosofia disponibili su Internet, oltre ad essere indicata come una risorsa affidabile in varie guide specialistiche universitarie.